# Кора (меч)
Кора, кхор або хору (неп. तरवार छाल) — важкий меч для рублячих ударів з Непалу і північній Індії, використовуваний як в бойових так і в ритуальних цілях.

## Історія
Існує гіпотеза, що подібно ножам кукрі, іншій зброї, що характерна для Непалу, меч кора потрапив в Непал з армією Александра Македонського в IV столітті до н. е. Бойовий меч призначений для боротьби з важкоозброєними воїнами, одягненими в пластинчасті обладунки або кольчугу.

## Опис
Бойові і ритуальні мечі кора дуже схожі, тільки жертовний меч ширший і важчий. Він має дуже важке розширене навершя, так як повинен збалансувати вагу клинка і дозволяє обезглавлювати принесену в жертву тварину одним ударом.
Клинок кори має характерний профіль «качиної лапки», тонкий біля руків'я, розширюється до вістря зі злегка вигнутим лезом. Масивний клинок має вигнуту форму, заточену на внутрішній стороні. Іноді застосовується дол у вигляді широкого жолоба, розташованого по всій довжині клинка і замінюючи ребро. Кілька граней дозволяють завдавати удари різними частинами меча. Загальна довжина кори 60-65 см, довжина клинка 50 см. Гарда кільцеподібна, робиться з металу, має форму диска. Часто гарда ставиться як з боку клинка так і з боку навершя і захищає руку з обох сторін.
Кора зазвичай прикрашені символом ока або іншою буддійською символікою, яка розміщується на кожній стороні клинка.
Піхви з натуральної шкіри. Існують два типи піхов для кори: піхви пристосовані до форми меча, розстібаються допомогою ґудзиків розташованих по всій довжині піхов, та піхви великого розміру, що виглядають як футляр для перенесення.
Існує модель кора з більш довгим і легким клинком, зустрічається у Тибеті.

## Індійська кора
Індійський варіант кори є бойовим мечом. Вона меньше та легче, монтується з типовими для Індії індо-мусульманським ефесом або ефесом-кошиком.